# イーライフ
株式会社イーライフは、神奈川県相模原市に本社を置く総合広告代理店業を行う企業。不動産ポータルサイトのイーライフも運営している。

## 会社概要
1978年8月に不動産情報誌「ゆーとぴあ」の企画、発行を主に営業活動を目的として設立。

## 事業展開
神奈川事業部、千葉事業部、東京事業部の3部体制で関東を中心に実績がある。SC相模原のスタジアムバナースポンサーしている地元密着企業である。

## 沿革
- 1979年8月 - セイワ企画[4]を設立。
- 1990年8月 - 現住所に本社移転。
- 2000年6月 - 株式会社イーライフに変更[4]を設立。